# Teoria sit

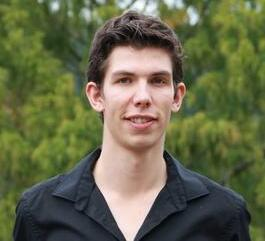
James Maynard (2013) – laureat Medalu Fieldsa z 2022 roku, znany przede wszystkim dzięki poprawieniu wyniku Zhang Yitanga i tym samym dowiedzenia, że istnieje nieskończenie wiele par liczb pierwszych oddalonych od siebie o nie więcej niż 600

Teoria sit – dział matematyki, konkretniej teorii liczb, korzystający z rozbudowanego aparatu pojęć i twierdzeń, opartego na sformalizowanej definicji sita. Choć teoria sit uchodzi za poddziedzinę analitycznej teorii liczb, jej podstawy oparte są na elementarnych spostrzeżeniach. Analityczną część stanowi jedynie operowanie pojęciami takimi, jak gęstość zbioru oraz wypracowywanie wyników będących szacowaniami zamiast tożsamościami.
Głównym przedmiotem badań teorii sit są zbiory przesiewane (ang. sifted sets) będące pewnymi podzbiorami zbioru liczb naturalnych (np. zbiór liczb pierwszych).
Choć nowe podejście umożliwiło otrzymanie wcześniej niespotykanych wyników w teorii liczb, to jednak bez wprowadzania dodatkowych modyfikacji teoria sit nie jest w stanie samodzielnie wykazać efektywnych szacowań z dołu, a jedynie z góry. Problem ten znany jest jako problem parzystości (ang. parity problem) – odnosi się to do sytuacji, w której sito nie jest w stanie odróżnić liczb pierwszych od liczb półpierwszych. Terrence Tao na swoim blogu opisał go następująco.

Jeśli A jest zbiorem, którego wszystkie elementy są iloczynami nieparzystej liczby liczb pierwszych (lub są iloczynami parzystej liczby liczb pierwszych), to (bez wprowadzenia dodatkowych składników) teoria sit nie jest w stanie zapewnić nietrywialnych dolnych ograniczeń na liczebność A. Ponadto, wszelkie górne ograniczenia muszą być oddalone od prawdy o czynnik 2 lub więcej.

Pomimo istnienia problemu rozwój badań pozwolił na wyeliminowanie liczb półpierwszych w pewnych szczególnych przypadkach. Po raz pierwszy dokonali tego John Friedlander oraz Henryk Iwaniec, konstruując sito wyczulone na parzystość (ang. parity-sensitive sieve).
W ciągu ostatnich kilkunastu lat rozwój teorii sit skoncentrowany jest przede wszystkim na opracowywaniu nowych metod mających pozwolić wykazać m.in. hipotezę liczb pierwszych bliźniaczych.

## Podstawy teorii sit

### Oznaczenia
Naśladując literaturę, wprowadzamy następujące oznaczenia:
- {\displaystyle \sum _{p\leqslant z},} {\displaystyle \prod _{p\leqslant z}} oznaczają odpowiednio sumę i iloczyn po liczbach pierwszych, mniejszych lub równych {\displaystyle z,}
- {\displaystyle \sum _{d|P},} {\displaystyle \prod _{d|P}} oznaczają odpowiednio sumę i iloczyn po całkowitych dodatnich dzielnikach {\displaystyle P,}
- {\displaystyle p_{n}} oznacza {\displaystyle n}-tą liczbę pierwszą,
- {\displaystyle (a,b)} oraz {\displaystyle [a,b]} oznaczają odpowiednio największy wspólny dzielnik i najmniejszą wspólną wielokrotność liczb {\displaystyle a} i {\displaystyle b,}
- {\displaystyle \mu (n)} oznacza funkcję Möbiusa,
- {\displaystyle \varphi (n)} oznacza tocjent Eulera,
- {\displaystyle \Lambda (n)} oznacza funkcję von Mangoldta, równą {\displaystyle \log p} dla {\displaystyle n=p^{k}} ({\displaystyle p} – liczba pierwsza) oraz 0 w przeciwnym wypadku,
- {\displaystyle \Lambda _{0}(n)=\Lambda (n)} dla {\displaystyle n} będących liczbami pierwszymi oraz 0 w przeciwnym wypadku,
- {\displaystyle \pi (x)} oznacza liczbę liczb pierwszych mniejszych lub równych {\displaystyle x,}
- {\displaystyle \pi (x;q,a)} oznacza liczbę liczb pierwszych mniejszych lub równych {\displaystyle x,} przystających do {\displaystyle a} mod {\displaystyle q,}
- {\displaystyle \exp(x)=e^{x},}
- {\displaystyle \log x} oznacza logarytm naturalny z {\displaystyle x,}
- {\displaystyle O} i {\displaystyle o} oznacza notację dużego O i małego o.

### Podstawowe definicje
Zasadnicza decyzja o przedmiocie badań polega na wyborze zbioru {\displaystyle A} o elementach będących liczbami naturalnymi. Ponadto wybiera się zbiór {\displaystyle {\mathcal {A}}} o wyrazach w ciągu {\displaystyle (a_{n})} oraz zbiór {\displaystyle {\mathcal {P}}} będący pewnym wybranym podzbiorem zbioru liczb pierwszych {\displaystyle \mathbb {P} } i nazywany obszarem odsiewania (ang. sifting range).
Wprowadzamy oznaczenie
{\displaystyle P(z)=\prod _{\begin{array}{c}p\in {\mathcal {P}}\\p<z\end{array}}p,}
tzn. {\displaystyle P(z)} jest iloczynem elementów {\displaystyle {\mathcal {P}}} mniejszych od {\displaystyle z.} Głównym celem teorii sit jest oszacowanie funkcji odsiewania (ang. sifting function)
{\displaystyle S({\mathcal {A}},{\mathcal {P}},z)=\sum _{\begin{array}{c}n\leqslant z\\(n,P(z))=1\end{array}}a_{n}.}
Najczęściej za zbiór {\displaystyle {\mathcal {P}}} przyjmuje się zbiór wszystkich liczb pierwszych, a ciąg {\displaystyle (a_{n})} jest tożsamościowo równy 1. Wówczas funkcja {\displaystyle S({\mathcal {A}},{\mathcal {P}},z)} podaje liczebność zbioru składającego się z elementów {\displaystyle A} mniejszych lub równych {\displaystyle z} i względnie pierwszych z {\displaystyle P(z).}
Uwaga: W przypadku, w którym wszystkie wyrazy {\displaystyle (a_{n})} są równe 1, czasami – w celu podkreślenia tego faktu – zamiast {\displaystyle S({\mathcal {A}},{\mathcal {P}},z)} zapisujemy po prostu {\displaystyle S(A,{\mathcal {P}},z)}.

## Historia
Prekursorem wykorzystywania sit w celu analizy rozmieszczenia liczb pierwszych był Eratostenes. Sito Eratostenesa jest pierwszym opisanym algorytmem wyróżniającym ze zbioru liczb naturalnych jedynie liczby pierwsze.

### Sito Legendre’a
Adrien-Marie Legendre zmodyfikował pierwotny pomysł Eratostenesa wykorzystując zasadę włączeń-wyłączeń. Jeżeli przez {\displaystyle A_{d}} oznaczymy podzbiór zbioru {\displaystyle A} o wszystkich elementach podzielnych przez {\displaystyle d,} to
{\displaystyle S(A,{\mathcal {P}},z)=|A|-\sum _{p_{1}\leqslant z}|A_{p_{1}}|+\sum _{p_{1}<p_{2}\leqslant z}|A_{p_{1}p_{2}}|-\ldots +\mu (P(z))|A_{P(z)}|.}
Jeśli {\displaystyle \mu } oznacza funkcję Möbiusa, to powyższą równość możemy uprościć do postaci
{\displaystyle S(A,{\mathcal {P}},z)=\sum _{d|P(z)}\mu (d)|A_{d}|}
znanej jako tożsamość Legendre’a.
Sito Legendre’a jest w stanie zapewnić nietrywialne oszacowania zarówno z góry (jeśli w pierwszej sumie uwzględnimy nieparzyście wiele składników, a resztę pominiemy), jak i z dołu (jeśli uwzględnimy parzyście wiele składników).

### Sito Bruna
Choć wyniki Legendre’a prowadziły do nietrywialnych szacowań, to jednak w dalszym ciągu napotykały w pewnych zagadnieniach na problemy paraliżujące dalszą pracę. Viggo Brun w swojej pracy postanowił porzucić cel znajdowania zależności asymptotycznych na rzecz otrzymania nietrywialnych ograniczeń z góry i z dołu. Sformalizowanie jego pomysłów zaowocowało przede wszystkim w dowodzie zbieżności szeregu odwrotności liczb pierwszych bliźniaczych oraz twierdzenia o istnieniu nieskończenie wielu liczb pierwszych {\displaystyle p,} dla których {\displaystyle p+2} składa się z co najwyżej 7 dzielników pierwszych.

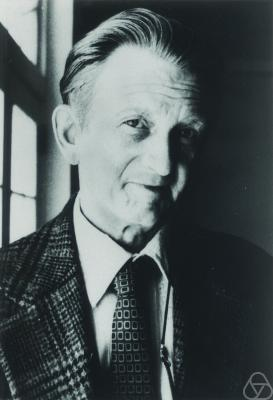
Atle Selberg

### Rozwój sit kombinatorycznych
Sita takie jak Bruna nazywamy kombinatorycznymi. Charakteryzują się one większą efektywnością oszacowań przy niewielkiej liczbie odsiewanych elementów w stosunku do wielkości zbioru {\displaystyle A.} Najbardziej nowatorską częścią teorii sit kombinatorycznych było wprowadzenie zbiorów wag {\displaystyle \Lambda ^{-}} i {\displaystyle \Lambda ^{+}} oraz, z ich wykorzystaniem, wprowadzenie odpowiednich funkcji {\displaystyle S^{-}} i {\displaystyle S^{+}} takich, że
{\displaystyle S^{-}(A,{\mathcal {P}},z)\leqslant S(A,{\mathcal {P}},z)\leqslant S^{+}(A,{\mathcal {P}},z).}
Znaczący wpływ na rozwój sit kombinatorycznych miał Atle Selberg. Dla sita nazwanego przez Selberga sitem {\displaystyle \Lambda ^{2}} (dziś nazywanym jego nazwiskiem) punkt wyjścia rozważań stanowiła tożsamość
{\displaystyle \sum _{d|n}\mu (d)={\begin{cases}1,\quad n=1\\0,\quad n>1,\end{cases}}}
która pozwalała przepisać funkcję {\displaystyle S} do postaci
{\displaystyle S(A,{\mathcal {P}},z)=\sum _{a\in A}\sum _{d|(a,P(z))}\mu (d).}
Selberg definiuje wagi {\displaystyle (\lambda _{d})} tak, aby {\displaystyle \lambda _{1}=1} oraz {\displaystyle \lambda _{d}=0} dla wszystkich {\displaystyle d\geqslant z.} W ten sposób gwarantuje prawdziwość nierówności
{\displaystyle \sum _{d|(a,P(z))}\mu (d)\leqslant \left(\sum _{d|(a,P(z))}\lambda _{d}\right)^{2},}
dzięki której może wyprowadzić treść swojego twierdzenia.

### Duże sito Linnika
Dalszy rozwój teorii sit pozwolił zrezygnować z restrykcji co do wielkości zbioru odsiewanego. Jurij Linnik, motywowany problemem wyznaczenia najmniejszych niereszt kwadratowych, sformułował pierwsze twierdzenie podejścia znanego później jako metody dużego sita. Zakładając, że z danego zbioru {\displaystyle N} liczb naturalnych usuwamy wszystkie liczby należące do dokładnie {\displaystyle f(p)} różnych klas reszt mod {\displaystyle p} dla pewnego zbioru liczb pierwszych {\displaystyle p,} nierówność uzyskana przez Linnika była efektywna, gdy stosunek {\displaystyle f(p)} do {\displaystyle p} był nie większy niż 1/2.

### Większe sito Gallaghera
W artykule z 1971 r. Patrick X. Gallagher scharakteryzował większe sito (ang. larger sieve) jako prostą metodą pozwalającą otrzymać nietrywialne szacowania bez konieczności, aby liczba usuwanych klas reszt była nie większa niż 1/2. Nierówność większego sita pozwala, aby wartości {\displaystyle g(q)=q-f(q)} były znacznie mniejsze niż u Linnika. Dodatkowo, wartości {\displaystyle q} nie musiały się ograniczać do liczb pierwszych, mogły być ich pewnymi potęgami.
Jeśli zbiór wszystkich {\displaystyle q} jak wyżej oznaczymy przez {\displaystyle Q,} a długość przedziału – {\displaystyle N,} jedynym warunkiem wymaganym przez sito Gallaghera jest nierówność
{\displaystyle \sum _{q\in Q}{\frac {\Lambda (q)}{g(q)}}-\log N\geqslant 0,}
gdzie {\displaystyle \Lambda } oznacza tu funkcję von Mangoldta. Jeśli jest ona prawdziwa, to liczba liczb nieodsianych jest nie większa niż
{\displaystyle {\frac {\sum _{q\in Q}\Lambda (q)-\log N}{\sum _{q\in Q}{\frac {\Lambda (q)}{g(q)}}-\log N}}.}

### Sito Goldstona-Pintza-Yıldırıma
Dan Goldston, János Pintz oraz Cem Yıldırım rozwinęli teorię sita Selberga tak, aby móc efektywnie szacować liczbę liczb pierwszych w {\displaystyle k}-krotkach. Definiujemy
{\displaystyle {\mathcal {H}}=\{h_{1},h_{2},\dots ,h_{k}\}}
jako odpowiednią krotkę i przyjmujemy
{\displaystyle P(n;{\mathcal {H}})=\prod _{h\in {\mathcal {H}}}(n+h).}
Sito Goldstona-Pintza-Yıldırıma opiera swoją teorią na celu oszacowania sumy
{\displaystyle \sum _{N<n\leqslant 2N}\left(\sum _{h\in {\mathcal {H}}}\Lambda _{0}(n+h)-\log(3N)\right)\left(\sum _{d|P(n;{\mathcal {H}})}\lambda _{d}\right)^{2}}
gdzie {\displaystyle \Lambda _{0}} jest jak w oznaczeniach. Znak sumy jest istotny, ponieważ dla ustalonego {\displaystyle n} wyrażenie pod sumą jest dodatnie wtedy i tylko wtedy, gdy istnieją różne {\displaystyle h_{i},h_{j}\in {\mathcal {H}}} takie, że {\displaystyle n+h_{i}} i {\displaystyle n+h_{j}} to równocześnie liczby pierwsze. Nowatorskie podejście matematyków wkrótce utrwaliło się w literaturze jako metoda GPY.

## Najczęściej wykorzystywane sita

### Sito Selberga
Konstrukcja sita Selberga opiera się na założeniu, że znamy liczebność zbiorów {\displaystyle A_{d}} w stosunku do liczebności {\displaystyle A.} Jeśli {\displaystyle f} jest funkcją całkowicie multiplikatywną taką, że
{\displaystyle |A_{d}|={\frac {|A|}{f(d)}}+r(d),}
a funkcja {\displaystyle g} spełnia zależność
{\displaystyle f(n)=\sum _{d|n}g(d),}
to
{\displaystyle S(A,{\mathcal {P}},z)\leqslant {\frac {|A|}{V(z)}}+O\left(\sum _{d_{1},d_{2}|P(z)}r([d_{1},d_{2}])\right),}
gdzie funkcja {\displaystyle V} dana jest przez
{\displaystyle V(z)=\sum _{\begin{array}{c}d\leqslant z\\d|P(z)\end{array}}{\frac {1}{g(d)}}.}
Współcześnie zwykle sito Selberga wymaga gruntownych modyfikacji wag {\displaystyle (\lambda _{d}).} Do najczęściej spotykanych należą tzw. sita wielowymiarowe (ang. multidimensional sieve).

### Duże sito
Współcześnie przez duże sito (ang. large sieve) rozumiemy różnego rodzaju twierdzenia rozwijane po pracach Linnika. Za jeden z klasycznych wyników uznaje się twierdzenie Bombieriego, Davenporta i Montgomery’ego.
Niech {\displaystyle A} będzie zbiorem liczb naturalnych {\displaystyle \leqslant x.} Dodatkowo, oznaczmy przez {\displaystyle S_{0}(A,{\mathcal {P}},z)} liczebność zbioru
{\displaystyle \{n\in A\colon n\not \equiv w_{i,p}{\pmod {p}},\quad 1\leqslant i\leqslant f(p),\quad p|P(z)\}}
(tzn. dla każdego {\displaystyle p} będącego dzielnikiem {\displaystyle P(z)} usuwamy dokładnie {\displaystyle f(p)} różnych klast reszt mod {\displaystyle p}). Wówczas zachodzi nierówność
{\displaystyle S_{0}(A,{\mathcal {P}},z)\leqslant {\frac {z^{2}+4\pi x}{L(z)}},}
gdzie:
{\displaystyle L(z)=\sum _{d\leqslant z}\mu (d)^{2}\prod _{p|d}{\frac {f(p)}{p-f(p)}}.}

## Znaczące wyniki

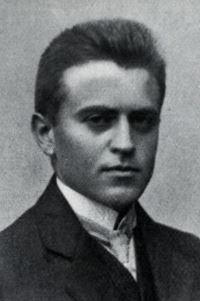
Viggo Brun

### Twierdzenie Bruna
Wynik Viggo Bruna z 1919 r. należał do pierwszych znaczących rezultatów teorii sit oraz miał ogromny wpływ na jej intensywny dalszy rozwój. Brun wykazał, że szereg odwrotności liczb pierwszych bliźniaczych jest zbieżny.
Niech {\displaystyle \pi _{2}(x)} oznacza liczbę liczb pierwszych {\displaystyle p\leqslant x} takich, że {\displaystyle p+2} jest również liczbą pierwszą. Brun wykazał, że
{\displaystyle \pi _{2}(x)=O\left({\frac {x(\log \log x)^{2}}{(\log x)^{2}}}\right),}
a dzięki temu ograniczeniu udowodnił, że istnieje stała {\displaystyle B_{2}<\infty } taka, że
{\displaystyle \sum _{p+2\in \mathbb {P} }\left({\frac {1}{p}}+{\frac {1}{p+2}}\right)=\left({\frac {1}{3}}+{\frac {1}{5}}\right)+\left({\frac {1}{5}}+{\frac {1}{7}}\right)+\left({\frac {1}{11}}+{\frac {1}{13}}\right)+\ldots =B_{2}.}
Stała {\displaystyle B_{2}=1,90216058\ldots } (A065421 w OEIS) jest nazywana stałą Bruna.

### Nierówność Bruna-Titchmarsha
Nierówność uzyskana przez Viggo Bruna i Edwarda Charles’a Titchmarsha pozwoliła odgórnie ograniczyć ilość liczb pierwszych w ciągach arytmetycznych. Nierówność ta mówi, że
{\displaystyle \pi (x+y;q,a)-\pi (y;q,a)\leqslant {\frac {2x}{\varphi (q)\log \left({\frac {x}{q}}\right)}}}
dla wszystkich {\displaystyle x>q}. Pierwotny wynik wymagał dodatkowego uwzględnienia czynnika {\displaystyle 1+o(1),} ale w późniejszych pracach Hugh Montgomery i Robert Vaughn byli w stanie go wyeliminować korzystając z technik dużego sita. Chowla, Motohashi i Siebert zaznaczają, że wszelkie postępy w zmniejszaniu wartości stałej 2 implikowałyby nieistnienie zer Siegela (potencjalnych kontrprzykładów dla uogólnionej hipotezy Riemanna).

### Twierdzenie Chena

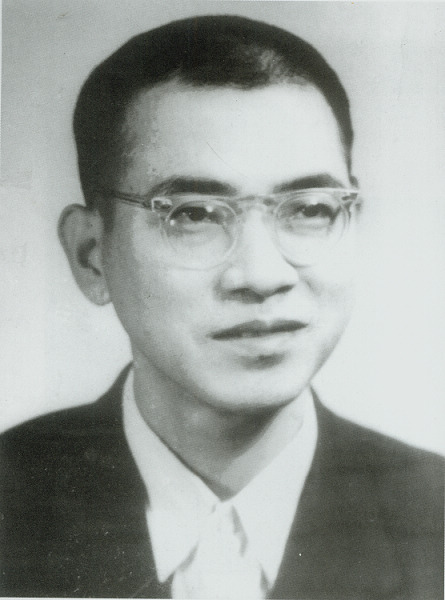
Chen Jingrun

Twierdzenie Chena, udowodnione w 1973 r., stanowi ogromny postęp metod sit w kierunku hipotezy Goldbacha. Twierdzenie mówi, że każda dostatecznie duża liczba parzysta może być zapisana w postaci sumy dwóch liczb pierwszych lub liczby pierwszej oraz liczby półpierwszej.
Chen Jingrun poprawił wcześniejszy wynik Alfreda Rényi, który udowodnił, że istnieje stała {\displaystyle K<\infty } taka, że każda dostatecznie duża liczba parzysta może być zapisana w postaci sumy liczby pierwszej oraz liczby będącej iloczynem co najwyżej {\displaystyle K} liczb pierwszych.

### Twierdzenie Bombieriego-Winogradowa
Rozwój metod sit doprowadził do wielu znaczących udoskonaleń wyników pierwotnie znanych jako twierdzenie Dirichleta o liczbach pierwszych w ciągach arytmetycznych. Klasycznym wynikiem teorii sit w tym zakresie jest twierdzenie Enrico Bombieriego i Iwana Winogradowa, którzy opublikowali prace o powiązanej z problemem hipotezie gęstości w 1965 r.
Twierdzenie mówi, że jeśli {\displaystyle A>0} oraz {\displaystyle Q>0} są dowolnymi stałymi, a {\displaystyle x} spełnia nierówności
{\displaystyle {\frac {\sqrt {x}}{(\log x)^{A}}}\leqslant Q\leqslant {\sqrt {x}},}
to prawdziwa jest zależność
{\displaystyle \sum _{q\leqslant Q}\max _{(a,q)=1}\max _{y\leqslant x}\left|\pi (y;q,a)-{\frac {\pi (y)}{\varphi (q)}}\right|=O\left({\frac {x}{(\log x)^{A}}}\right).}
Ten rezultat był wzmocnieniem oryginalnych wyników Marka Barbana z 1961 r.

### Rezultat Goldstona-Pintza-Yıldırıma
W 2005 r. Goldston, Pintz i Yıldırım wykazali, że
{\displaystyle \liminf _{n\to \infty }\left({\frac {p_{n+1}-p_{n}}{\log p_{n}}}\right)=0,}
gdzie {\displaystyle p_{n}} oznacza n-tą liczbę pierwszą. Dodatkowo, wykazali, że jeśli hipoteza Elliotta-Halberstama jest prawdziwa, to
{\displaystyle \liminf _{n\to \infty }\left({p_{n+1}-p_{n}}\right)\leqslant 16.}

### Ograniczone różnice między liczbami pierwszymi

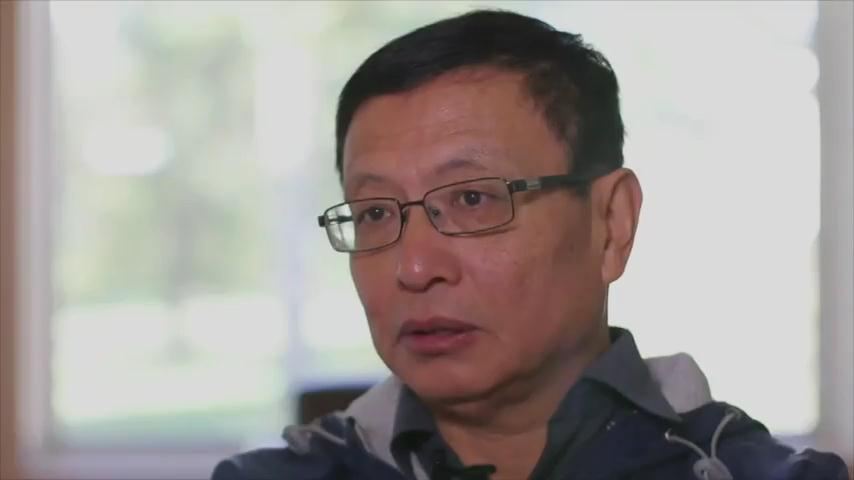
Zhang Yitang

Zhang Yitang w 2013 r. znacząco udoskonalił wynik Goldstona, Pintza i Yıldırıma, ponieważ udowodnił, że istnieje stała {\displaystyle K} taka, że
{\displaystyle \liminf _{n\to \infty }(p_{n+1}-p_{n})\leqslant K.}
Choć wynik Zhanga dla stałej {\displaystyle K=7\cdot 10^{7}} można było łatwo poprawić i uzyskać mniejsze wartości, był to pierwszy taki wynik w historii oraz ogromny krok w stronę udowodnienia hipotezy liczb pierwszych bliźniaczych.
Znaczące postępy w zmniejszaniu wartości {\displaystyle K} należą do Jamesa Maynarda, który w 2013 r. udowodnił, że nierówność zachodzi dla {\displaystyle K=600}. Najlepszymi znanymi jak dotąd wynikami są {\displaystyle K=246} (udowodnione bezwarunkowo) oraz {\displaystyle K=6} (przy założeniu prawdziwości uogólnionej hipotezy Elliotta-Halberstama).
Ogólniej, dla liczby całkowitej {\displaystyle m\geqslant 1} oznaczmy
{\displaystyle H_{m}=\liminf _{n\to \infty }(p_{n+m}-p_{n})}
(tzn. {\displaystyle H_{m}} jest minimalną wartością różnicy {\displaystyle n+m}-tej liczby pierwszej i {\displaystyle n}-tej liczby pierwszej, osiąganą nieskończenie wiele razy). Znane są następujące wyniki.
| {\displaystyle m}            | {\displaystyle \geqslant H_{m}} (wykazane bezwarunkowo)               | {\displaystyle \geqslant H_{m}} (zakładając hipotezę EH) | {\displaystyle \geqslant H_{m}} (zakładając uogólnioną hipotezę EH) |
| ---------------------------- | --------------------------------------------------------------------- | -------------------------------------------------------- | ------------------------------------------------------------------- |
| 1                            | 246                                                                   | –                                                        | 6                                                                   |
| 2                            | 398 130                                                               | 270                                                      | 252                                                                 |
| 3                            | 24 797 814                                                            | 52 116                                                   | –                                                                   |
| 4                            | 1 431 556 072                                                         | 474 266                                                  | –                                                                   |
| 5                            | 80 550 202 480                                                        | 4 137 854                                                | –                                                                   |
| {\displaystyle m\geqslant 1} | {\displaystyle Cm\exp \left(\left(4-{\frac {28}{157}}\right)m\right)} | {\displaystyle Cme^{2m}}                                 | –                                                                   |

Przy tym stała {\displaystyle C} jest efektywna.

### Twierdzenie Friedlandera-Iwańca

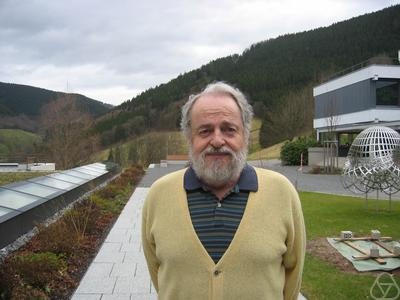
John Friedlander (2008) – kanadyjski matematyk, profesor Uniwersytetu Toronto oraz MIT, specjalista z zakresu analitycznej teorii liczb oraz teorii sit, znany przede wszystkim ze wspólnej pracy z Henrykiem Iwańcem.

John Friedlander oraz Henryk Iwaniec udowodnili, że istnieje nieskończenie wiele liczb pierwszych postaci {\displaystyle a^{2}+b^{4}} dla {\displaystyle a,b} całkowitych. Jest to wynik silniejszy od elementarnego twierdzenia Fermata mówiącego, że liczba pierwsza {\displaystyle p} jest postaci {\displaystyle a^{2}+b^{2}} wtedy i tylko wtedy, gdy {\displaystyle p\equiv 1{\pmod {4}}.} Dokładnie mówiąc, Friedlander i Iwaniec byli w stanie skorzystać z argumentu ilościowego by wykazać, że
{\displaystyle \sum _{a^{2}+b^{4}\leqslant x}\Lambda (a^{2}+b^{4})={\frac {4\kappa }{\pi }}x^{\frac {3}{4}}\left(1+O\left({\frac {\log \log x}{\log x}}\right)\right),}
gdzie {\displaystyle \Lambda } oznacza funkcję von Mangoldta, a {\displaystyle \kappa } jest pewną stałą.

W 2017 r. D.R. Heath-Brown i Xiannan Li wykazali, że tezę twierdzenia można wzmocnić ograniczając wartości {\displaystyle b} jedynie do liczb pierwszych. 

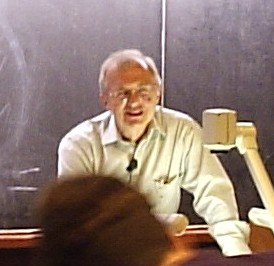
Henryk Iwaniec – polsko-amerykański matematyk, od 1987 r. profesor Uniwersytetu Rutgersa, laureat m.in. Nagrody Ostrowskiego (2001) czy Nagrody Shawa (2015).

## Otwarte problemy

### Hipoteza Elliotta-Halberstama
Hipoteza zaproponowana Petera D.T.A. Elliotta i Heiniego Halberstama w 1968 r. dotyczy błędu występującego przy szacowaniu ilości liczb pierwszych w ciągach arytmetycznych.
Niech
{\displaystyle E(x;q)=\max _{(a,q)=1}\left|\pi (x;q,a)-{\frac {\pi (x)}{\varphi (q)}}\right|}
będzie błędem szacowania. Wówczas dla każdej liczby {\displaystyle \theta \in (0,1)} istnieje stała {\displaystyle A>0} taka, że
{\displaystyle \sum _{1\leqslant q\leqslant x^{\theta }}E(x;q)=O\left({\frac {x}{(\log x)^{A}}}\right)}
dla każdego {\displaystyle x>2.}
Treść hipotezy dla ustalonej {\displaystyle \theta } bywa często skracana do {\displaystyle EH(\theta )}. Treść hipotezy dla wszystkich {\displaystyle \theta \in \left(0,{\frac {1}{2}}\right)} została udowodniona w postaci twierdzenia Bombieriego-Winogradowa. Ponadto wiadomo, że dla {\displaystyle \theta =1} jest nieprawdziwa.
Hipoteza Elliotta-Halberstama ma w teorii sit ogromne znaczenie. Goldston, Pintz i Yıldırım pokazali, że przy założeniu jej prawdziwości można udowodnić, że istnieje nieskończenie wiele par liczb pierwszych oddalonych od siebie o nie więcej niż 16.

### Hipoteza Hardy’ego-Littlewooda o dopuszczalności
Hardy i Littlewood sformułowali hipotezę znacznie silniejszą od hipotezy liczb pierwszych bliźniaczych, dotyczącą zachowania się liczb pierwszych w {\displaystyle k}-krotkach spełniających warunek dopuszczalności.
Niech {\displaystyle \nu _{p}(A)} liczbę klas reszt mod {\displaystyle p} zawierających elementy zbioru {\displaystyle A} (np. {\displaystyle \nu _{3}(\{1,2,4\})=2} lub {\displaystyle \nu _{5}(\{2,7,12\})=1}). Wówczas powiemy, że {\displaystyle A} jest zbiorem dopuszczalnym jeżeli {\displaystyle \nu _{p}(A)<p} dla wszystkich liczb pierwszych {\displaystyle p.} Hipoteza mówi, że jeśli {\displaystyle {\mathcal {H}}} jest {\displaystyle k}-krotką dopuszczalną, to
{\displaystyle \sum _{n\leqslant N}\prod _{h\in {\mathcal {H}}}\Lambda _{0}(n+h)=N({\mathfrak {G}}({\mathcal {H}})+o(1)),}
gdzie:
{\displaystyle {\mathfrak {G}}({\mathcal {H}})=\prod _{p}\left(1-{\frac {\nu _{p}({\mathcal {H}})}{p}}\right)\left(1-{\frac {1}{p}}\right)^{-k}}
(gdzie {\textstyle \prod _{p}} rozumiemy jako zbieżny iloczyn po wszystkich liczbach pierwszych). Sformułowanie hipotezy ma swoje źródło w heurystyce Hardy’ego i Littlewooda opartej na metodzie łuków.

### Hipoteza liczb pierwszych bliźniaczych
Hipoteza liczb pierwszych bliźniaczych mówi, że istnieje nieskończenie wiele liczb pierwszych {\displaystyle p} takich, że {\displaystyle p+2} jest również liczbą pierwszą. Tezę możemy zapisać równoważnie w postaci
{\displaystyle \liminf _{n\to \infty }(p_{n+1}-p_{n})=2,}
gdzie {\displaystyle p_{n}} oznacza n-tą liczbę pierwszą.
Projekt Polymath w 2014 r. wykazał, że przy założeniu prawdziwości uogólnionej hipotezy Elliotta-Halberstama możemy uzyskać
{\displaystyle \liminf _{n\to \infty }(p_{n+1}-p_{n})\leqslant 6.}
Dla porównania, najlepszym znanym bezwarunkowym wynikiem jest
{\displaystyle \liminf _{n\to \infty }(p_{n+1}-p_{n})\leqslant 246.}
Jak dotąd hipoteza wciąż pozostaje nieudowodniona (stan na 12-08-2023).

### Hipoteza Goldbacha
Hipoteza Goldbacha postuluje, że każda liczba parzysta większa lub równa 6 może być przedstawiona w postaci sumy dwóch liczb pierwszych.
Co ciekawe, udowodniono, że przy założeniu uogólnionej hipotezy Elliotta-Halberstama, przynajmniej jedno z poniższych jest prawda:
- hipoteza liczb pierwszych bliźniaczych,
- zdanie bliskie hipotezie Goldbacha – jeśli {\displaystyle n} jest dostatecznie dużą wielokrotnością liczby 6, to przynajmniej jedną z liczb {\displaystyle n} i {\displaystyle n-2} można wyrazić jako sumę dwóch liczb pierwszych ({\displaystyle n-2} można również zastąpić przez {\displaystyle n+2}).

### Hipoteza Buniakowskiego
Problem Buniakowskiego to pytanie o to, czy wielomiany nierozkładalne, o współczynnikach całkowitych spełniające dodatkowe założenia przyjmują wartości będące liczbami pierwszymi dla nieskończenie wielu argumentów całkowitych. Hipoteza Buniakowskiego jest naturalnym uogólnieniem czwartego problemu Landaua (który pyta o szczególny przypadek wielomianu {\displaystyle n^{2}+1}).
Jedynym znanym wynikiem, który w pełni odpowiada twierdząco hipotezie, jest twierdzenie Dirichleta, mówiące, że wielomiany stopnia 1 (ciągi arytmetyczne) przyjmują nieskończenie wiele wartości pierwszych.